# Loxostege ayhanana
Loxostege ayhanana is een vlinder uit de familie van de grasmotten (Crambidae), uit de onderfamilie van de Pyraustinae. De wetenschappelijke naam van deze soort is voor het eerst voorgesteld door Muhabbet Kemal en Ahmet Ömer Koçak in een publicatie uit 2017.
De soort komt voor in Oost-Turkije en is voor het eerst ontdekt in het district Çatak in de provincie Van op een hoogte van 2050 meter.